# Loosen' Control
Loosen' Control é uma canção do rapper estadunidense Snoop Dogg, lançada como querto single de seu quarto álbum de estúdio Tha Last Meal. A canção foi escrita pelo próprio interprete, e produzida por Soopafly e Master P.

## Faixas
| Formatos |                                               |         |  |
| N.º      | Título                                        | Duração |  |
| 1.       | "Loosen' Control" (Clean) (com Butch Cassidy) | 4:09    |  |
| 2.       | "Loosen' Control" (Instrumental)              | 4:14    |  |
| 3.       | "Loosen' Control" (Call Out Hook)             | 0:10    |  |

## Créditos
Créditos adaptados do Discogs.
- Produtor executivo – Master P
- Remasterização – Brian "Big Bass" Gardner
- Mixagem – Tracey Brown
- Produtor – Soopafly
- Escritor – C. Broadus, C. Reid, D. Means, H. Azor, P. Brooks, S. Brown